# Жътва
Жътвата е селскостопанска кампания по прибирането на зърнените култури.

## История
В началото цялата дейност по прибиране на реколтата се извършва ръчно. Житните стебла се отрязват посредством сърп или коса и се връзват на снопове. Следва операцията вършитба, при която се отделя зърното от класа.
През 19 век се появяват механизираните жътварки, които в началото са задвижвани от животинска тяга. Много по-късно се появяват и такива, задвижвани от двигатели с вътрешно горене. Те постепенно биват усъвършенствани и връзването на снопи става механизирано с т. нар. сноповръзвачка. Изобретени са също и вършачките, които заместват трудоемкото вършеене чрез тъпчене. Те се транспортират чрез жива тяга, но за работа разполагат със специална трансмисия, задвижвана от коне, от парен двигател, а по-късно се транспортират от трактор, който ги задвижва чрез дълъг ремък. Дотогава под „жътва“ се разбира само прибирането на житни култури.
Последната операция след жътвата е вършитбата. Посредством многократно отвяване на натрошените с диканя части от стеблата, класа и отделеното зърно, се почиства зърнената маса от примеси. Отначало това се е извършвало като материала се изсипва от високо във ветровито време. По-късно е измислена машина веялка с помощта на която зърното се е отделяло без да се налага да се чака вятър. През 1872 г. в Дебелец била изработена първата българска веялка от майстор х.Никола Самоук. През следващите години броят на веялките се увеличил значително. От началото на 20 век се използва и една друга сравнително проста машина – цилиндра, която се задвижва ръчно или с двигател. При т. нар. операция цилиндрене чрез вентилатор се отделят леките примеси, а след това зърнената маса се очиства от зърната на плевели и се сортира по големина от въртящ се цилиндричен барабан с различни перфорации.

## Жътва в днешно време
Днес цялата дейност се извършва от машини, наречени комбайни. Те извършват едновременно жънене и вършеене и почистване на зърното. С тях се прибират всички зърнени култури, затова под „жътва“ днес се разбира също така и прибирането на царевицата, слънчогледа и др.

## Лингвистика и преносно значение
- Правилата за правоговор позволяват употребата на двете форми на думата: „жътва“ и „жетва“, а също така „жътвар“ и „жетвар“, но – „жъна“, а не „жена“.
- Думата се използва и в преносно значение като „постигам“: „жъна победи“, „жъна успехи“ и др.

## Галерия
- Механизирана жътварка задвижвана от коне
- Механизирана жътварка приготвена за транспортиране
- Сноповръзвачка
- Жътва на ръка в Индия
- Жътва на ръка в Русия. Картина от Ф. В. Сычков. 1910